# Antoine Blondin
Antoine Blondin, escritor e jornalista francês, nascido a 11 de abril de 1922 em Paris e falecido em Paris a 7 de junho de 1991. Pertenceu ao movimento literário hussard, com outros novelistas franceses como Roger Nimier e Jacques Laurent. Sua obra mais conhecida é Um singe em hiver (Um mono no inverno). Ele tornou-se amigo de Roland Laudenbach durante a Segunda Guerra Mundial.
Um parque do XX Distrito de Paris, foi inaugurado em 1989 com seu nome: o parque de Antoine Blondin.